# Сруоя
Сру́оя (устар. Сруя; лит. Sruoja) — река в Литве, протекает по территории Плунгеского, Тельшяйского и Мажейкяйского районов на северо-западе страны. Правый приток верхней Вардувы.
Длина реки составляет 30 км. Площадь водосборного бассейна — 180 км². Средний уклон — 1,21 м/км. Средний расход воды в устье — 1,89 м³/с.
Сруоя вытекает из озера Альседжяй на высоте 144 м над уровнем моря около деревни Иркинай, на расстоянии 11 км к западу от Тельшяя. В верховье Сруою пересекает автомагистраль A11 европейского маршрута E 272. Течёт по Жямайтской возвышенности в основном на север. Впадает в Вардуву на высоте 108 м над уровнем моря около Седы.
Притоки: Рукупис, Алкупис, Домия.
В 27,6 км от устья на Сруое построена Альседжяйская ГЭС мощностью 75 кВт, плотина которой образует водохранилище площадью 2,3 га.